# Marina Defauw
Marina Defauw (Diksmuide, 22 september 1963) is een Vlaamse jeugdboekenschrijfster.
Defauw is lerares wiskunde/economie. Ze combineert het schrijversbestaan met haar job als lerares. Samen met haar man en dochter woont ze in Bovekerke, een dorpje in het hart van West-Vlaanderen.